# Libro de Daniel

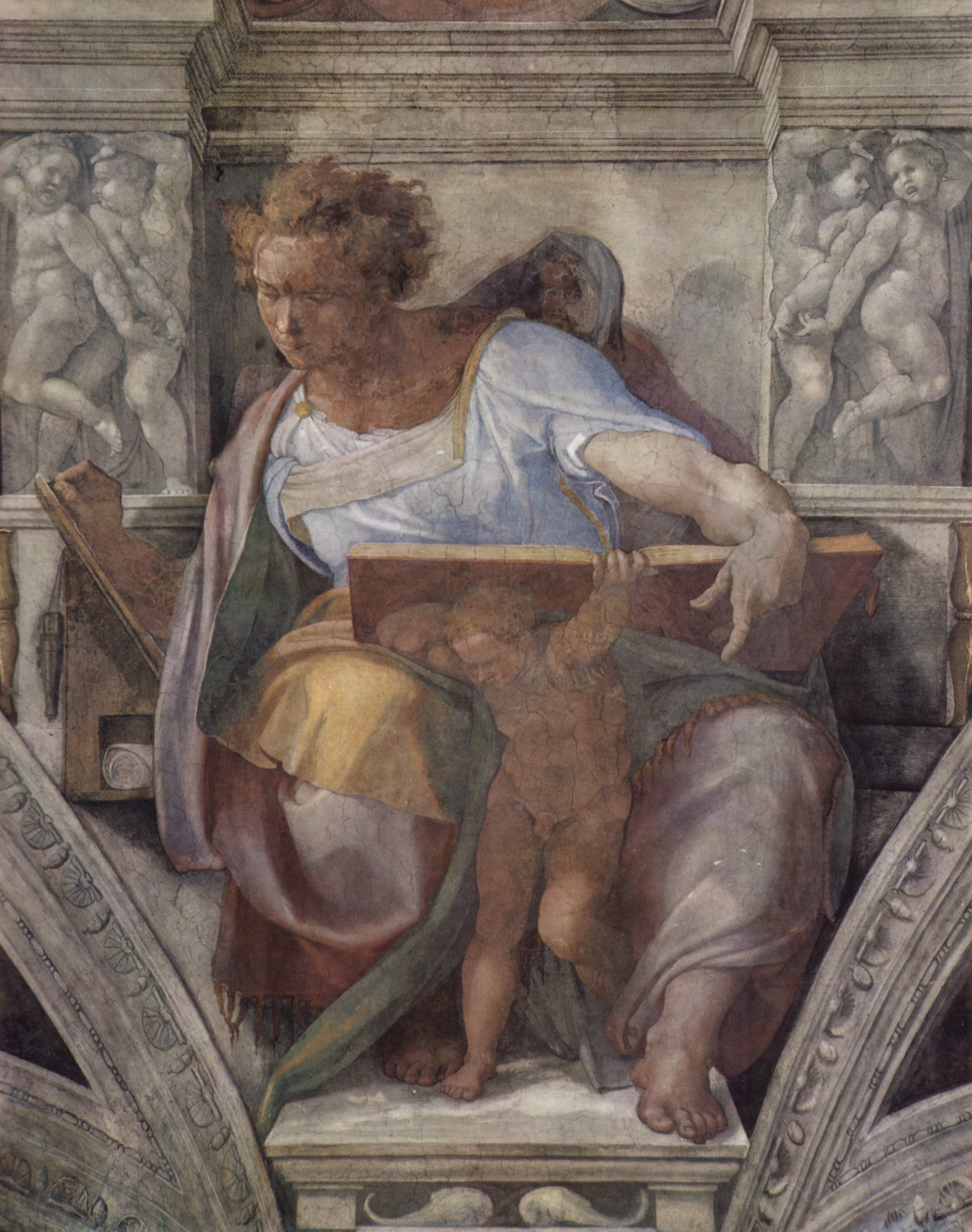
El profeta Daniel en la Capilla Sixtina.

El Libro de Daniel es un libro de la Biblia en el cual se relata la vida de su protagonista, Daniel, un noble judío exiliado en Babilonia, así como sus visiones apocalípticas enfocadas en asuntos políticos. Su mensaje es que así como el Dios de Israel salva a Daniel de sus enemigos, también salvaría a Israel de la opresión.
Forma parte de la Tanaj hebrea y del Antiguo Testamento cristiano. En la primera no lo incluye en la sección denominada los Profetas (Nevi'im) sino entre los Escritos (Ketuvim). En el segundo se lo considera el sexto de los libros proféticos y se lo incluye entre los Profetas Mayores (junto con Isaías, Jeremías y Ezequiel) entre los libros de Ezequiel y Oseas. 
Está datado en el siglo II a. C., y se dispone de dos variantes del texto; la más breve es la que aparece en la Biblia hebrea y las versiones de las iglesias reformadas. En las biblias católicas, así como en la versión de los Setenta, el texto incluye secciones, llamadas deuterocanónicas, que agregan información sobre la vida del profeta y pasajes poéticos.

## Género literario

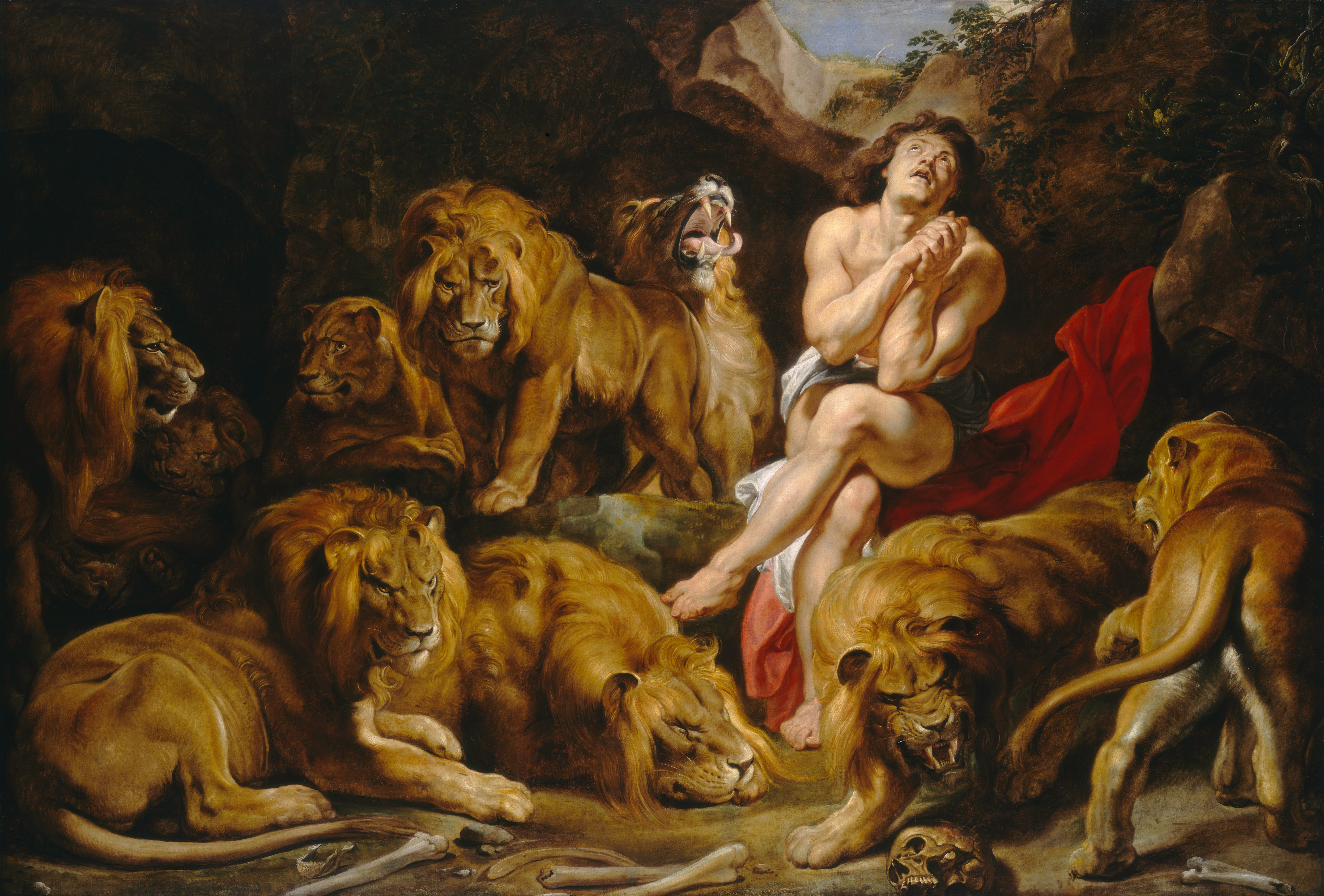
Daniel en el foso de los leones, por Peter Paul Rubens

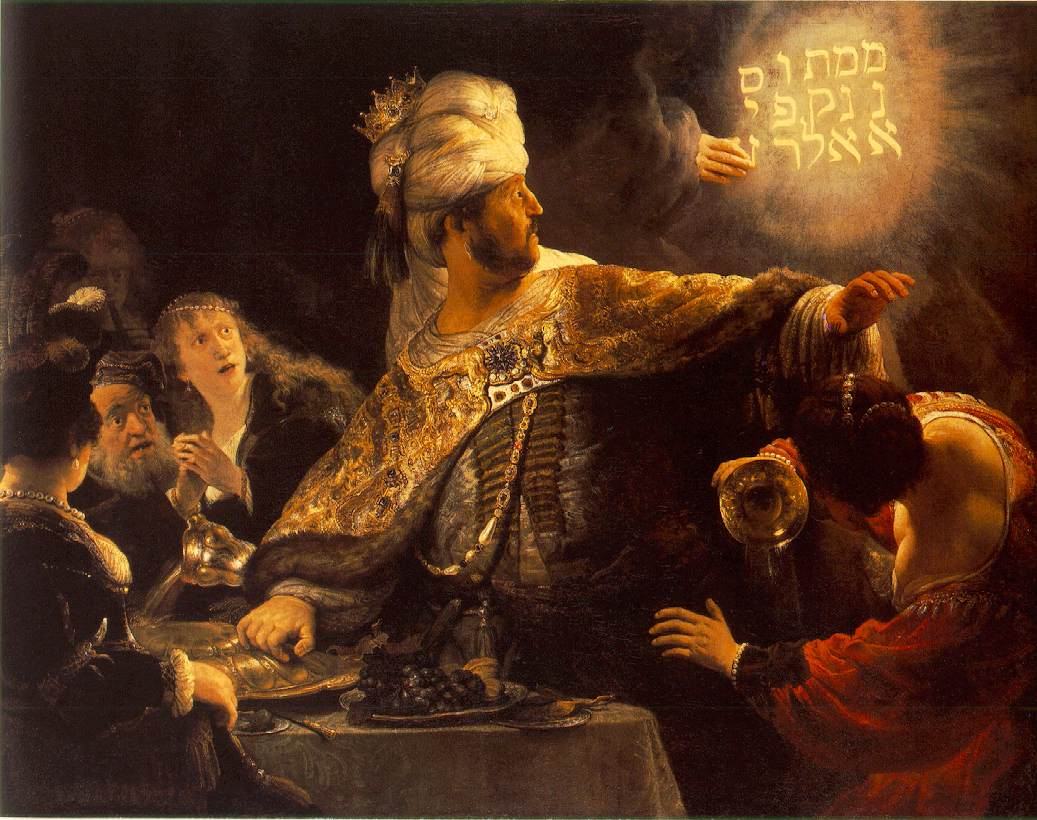
El festín de Baltasar, de Rembrandt (1635).

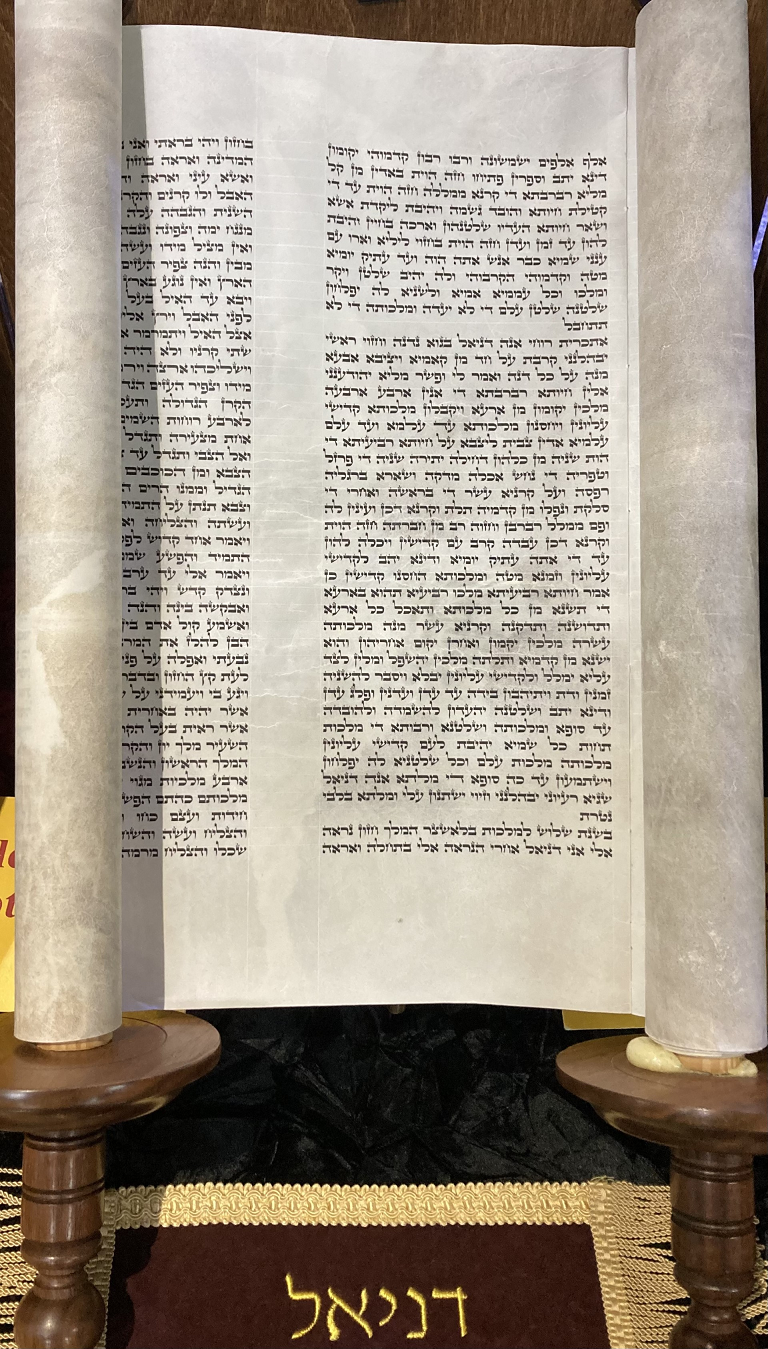
Rollo del profeta Daniel

El *Libro de Daniel* pertenece principalmente al género apocalíptico, una forma literaria surgida en la tradición judía postexílica. Se lo considera uno de los primeros y más influyentes textos de este tipo, en parte por su estructura simbólica, sus visiones enigmáticas y su interpretación teológica de la historia. Su estilo se inspira en gran medida en el Libro de Ezequiel, aunque incorpora elementos narrativos únicos.
El género apocalíptico se caracteriza por revelar, mediante visiones o sueños, el curso oculto de la historia desde una perspectiva divina. En este contexto, Yahveh, el Dios de Israel, comunica sus designios secretos a través de personajes elegidos —en este caso, Daniel—, quien recibe sabiduría e interpretación sobrenatural para comprender los tiempos por venir.
El libro combina dos secciones principales:  
- Una serie de **relatos narrativos** (capítulos 1–6), que ofrecen el contexto histórico y expositivo.  
- Una sección **visionaria y simbólica** (capítulos 7–12), con contenido estrictamente apocalíptico.
Algunos lectores, especialmente aquellos que consideran al personaje de Daniel como un profeta histórico en la corte de Nabucodonosor II y sus sucesores, lo encuadran dentro del conjunto de los Libros proféticos. Sin embargo, la mayoría de los estudiosos modernos lo clasifican como un texto apocalíptico por su estructura, simbología y finalidad escatológica.

## Orden
La tradición judía no lo coloca entre los Profetas (Nevi'im) sino entre los Escritos (Ketuvim), lo que parece indicar que la colección de libros proféticos ya estaba completa y cerrada cuando se escribió Daniel. En la Tanaj se ubica entre Ester y Esdras.
En la versión de los LXX, va sexto entre los profetas, luego de Isaías, Jeremías, Lamentaciones, Baruc y Ezequiel. Esta ubicación la heredaron luego todas las demás biblias cristianas, las cuales lo consideran uno de los Profetas Mayores.

## Pasajes griegos

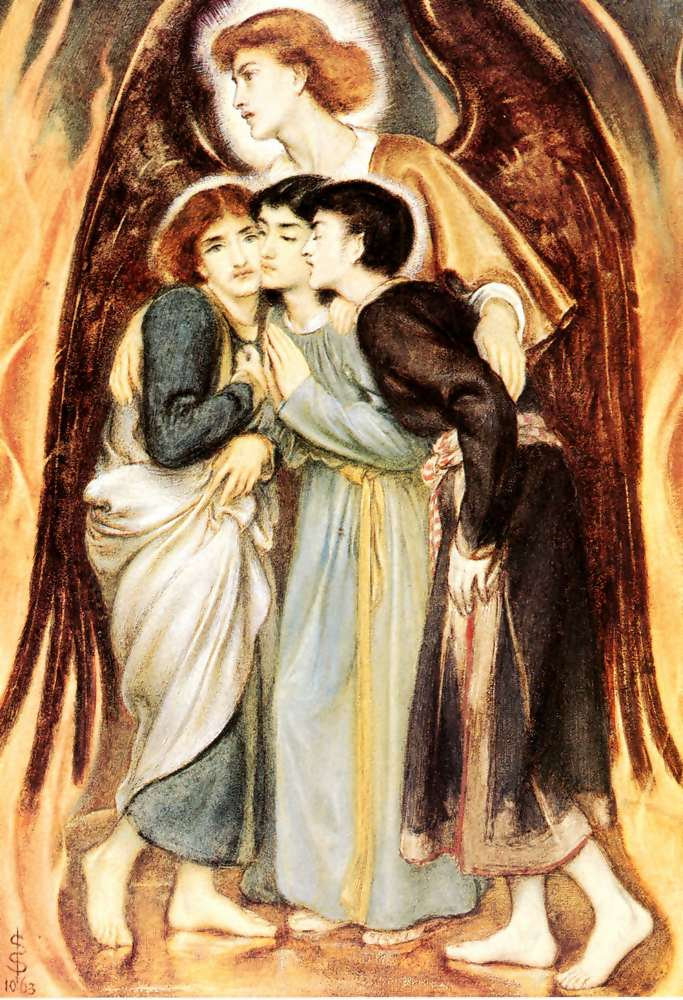
Ananías, Azarías y Misael, los tres jóvenes del libro de Daniel en una pintura de Simeon Solomon de 1863.

Existen tres pasajes de este libro que no están contenidos en el texto hebreo-arameo del Tanaj, aunque sí los contiene el texto griego de la Biblia de los LXX. Las tradiciones judía y protestante los consideran apócrifos; la Iglesia católica los llama deuterocanónicos, consciente de que se trata de textos discutidos, pero canónicos. Las iglesias cristianas ortodoxas y orientales también los consideran partes integrantes del canon por encontrarse en la Septuaginta.
Sin embargo, aparecen en algunas versiones protestantes de la Biblia, con la indicación de que no se encuentran en la versión hebrea. Así sucede, por ejemplo, en la llamada Biblia del Oso, pero no la posterior versión Reina Valera, que corrige a ésta y elimina de ella los pasajes deuterocanónicos.
Los pasajes en cuestión son:
- La oración de Azarías y el Cántico de los Tres Jóvenes, en Daniel 3:24-30.
- La Historia de Susana, en Daniel 13. Una historia que la tradición judía conocía y que aparece en el Josipón.
- La Historia de Bel y el Dragón, en Daniel 14.

## Idiomas
El libro de Daniel fue escrito en tres lenguas diferentes:
- Hebreo: (1:1 - 2:4a y 8-12);
- Arameo: (2:4b - 7:28);
- Griego: las partes deuterocanónicas mencionadas arriba.

El origen multilingüístico del libro ha sido confirmado por el hallazgo de los Manuscritos del Mar Muerto. En 1986 William H. Shea propuso que la parte Aramea de Daniel forma un quiasmo temático de tipo ABC CBA:
```
A: Visión sobre 4 reinos, y luego un reino dividido (metales) - Daniel 2.
 B: Persecución por fidelidad (horno de fuego) - Daniel 3.
  C: Juicio a un rey (Nabucodonosor) - Daniel 4.
  C: Juicio a un rey (Belsasar) - Daniel 5.
 B: Persecución por fidelidad (foso de los leones) - Daniel 6.
A: Visión sobre 4 reinos, y luego diez divisiones (bestias) - Daniel 7.
```

La primera parte del libro narra la historia del profeta Daniel, quien según el mismo libro, vivió en Babilonia como exiliado junto con el resto del pueblo hebreo en el siglo VI a. C. En esta parte se narran las vicisitudes de Daniel y otros tres compañeros por ser fieles a Dios, al contrario de lo mandado por Nabucodonosor II, rey de los babilonios. Igualmente se narra la sabiduría de Daniel al interpretar correctamente los sueños y visiones del rey. Por último, relata lo sucedido con Daniel cuando los babilonios fueron vencidos; si bien tras dicha conquista se sitúa rigiendo a un tal Darío el Medo, desconocido por la Historia, así como a Ciro II, rey de los Persas.
La segunda parte del libro relata de manera apocalíptica lo sucedido en el Levante (particularmente Judea) cuando la Dinastía Ptolemaica y la  Seléucida peleaban por el territorio, y más tarde durante el reinado de Antíoco IV Epífanes quien intentó suprimir el culto judío en Jerusalén y reemplazarlo por un culto helenista.
Existen además, como se ha mencionado, cinco relatos deuterocanónicos, cuyos originales sólo se conservan en griego, por lo que no todas las iglesias las aceptan como parte del canon bíblico. Estas secciones son:
1. La oración de Azarías.
2. El cántico de los tres jóvenes.- el canto que entonan dentro del horno los compañeros de Daniel.
3. La historia de Susana.
4. Daniel y los sacerdotes de Bel.
5. Daniel y el Dragón.

## Datación

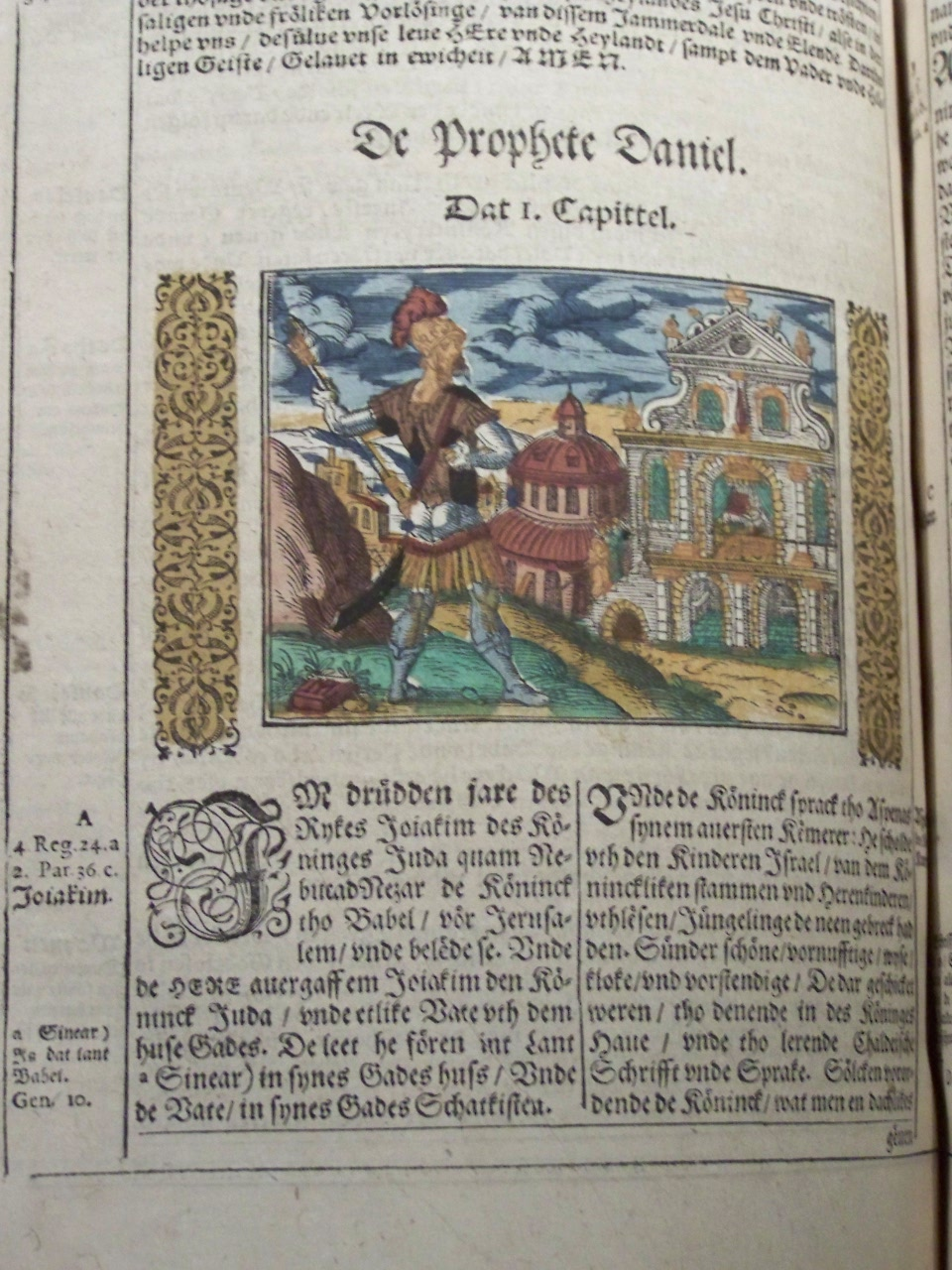
Detalle del Libro de Daniel, en la "Biblia de Barth". Lengua alemana baja media,

El consenso académico, incluidos la mayor parte de los estudiosos confesionales, considera que el libro fue compuesto en el siglo II a. C. Esta tesis fue propuesta ya en el III por Porfirio, un filósofo y filólogo neoplatónico, opuesto al cristianismo. Este afirmó en su obra Adversus Christianos, hoy perdida, que su autor fue alguien que vivió en Judea en tiempos de Antíoco y que, por lo tanto, habría narrado hechos ya acaecidos. Teólogos y estudiosos fundamentalistas, en cambio, sostienen que fue escrito durante el exilio judío en Babilonia, y aducen que en Ezequiel (capítulo 14:14) se nombra a Daniel lo que confirmaría la existencia de este durante el exilio en Babilonia, aunque hay quienes creen que se refiere a otro personaje. Agregan que, según Flavio Josefo, se le mostró este libro a Alejandro Magno cuando estuvo en Jerusalén, lo que indicaría que ya estaba compuesto en 332 a. C. Sin embargo, la visita de Alejandro a Jerusalén es considerada como legendaria por la mayor parte de los historiadores.
Un estudio de 2025 publicó una serie de pruebas de carbono-14 que dataron uno de los manuscritos del Mar Muerto (4Q114), que conserva partes del Libro de Daniel, aproximadamente entre el 230 y el 160 a. C. Este rango de fechas se superpone con el período en el que según la mayoría de eruditos se compuso la versión final de Daniel.

## Contexto histórico del libro de Daniel
El relato de la vida de Daniel está ambientado en el siglo VI a. C., sin embargo los datos acerca de la corte de Babilonia y la conquista persa son inexactos y legendarios. Por el contrario, las visiones descriptas de los capítulos 7-12 reflejan de manera tan precisa la crisis que tuvo lugar en Judea en el 167-164 a. C. cuando Antíoco IV Epífanes, el soberano del Imperio seléucida, amenazó con destruir el culto judío tradicional en Jerusalén, que es evidente que esta es la fecha de composición de la obra. Daniel, probablemente un personaje del folklore tradicional judío, es usado por los "sabios" que compusieron el libro, para explicar al pueblo judío, el sentido de la lucha contra Antíoco.
Hasta el año 199 a. C., Judea, así como toda Palestina y Celesiria, estaba en poder de los reyes lágidas de Egipto, el "Rey del Sur" en el libro de Daniel, pero a partir de la batalla de Panio, pasó a manos de los reyes seleúcidas, el "Rey del Norte". Seleuco Filopátor, a pesar de la leyenda del saqueo del Templo, estuvo bien dispuesto hacia los judíos y en 175 a. C., al ascender al trono Antíoco, su hijo y sucesor, los dirigentes del pequeño estado sacerdotal de Judea eran en gran parte pro-seléucidas. No obstante, la familia del Sumo Sacerdote estaba dividida entre quienes apoyaban a los lágidas de Egipto y quienes eran partidarios de Antíoco. Uno de estos era Jesús, llamado Jasón en griego, quien ofreció al rey una gran suma para ser nombrado Sumo Sacerdote en lugar de su hermano Onías III, conocido por su simpatía por los soberanos de Egipto. Jason también obtuvo el permiso para convertir a Jerusalén en una polis o ciudad griega. Esto significaba, entre otras cosas, que el gobierno de la ciudad estaría en manos de los ciudadanos; por lo cual la ciudadanía sería un bien valioso que se compraría a Jason. Nada de esto amenazaba a la religión judía, y las reformas fueron bien recibidas, especialmente entre la aristocracia de Jerusalén y los principales sacerdotes. Tres años más tarde, Jason fue depuesto cuando Menelao ofreció a Antíoco una suma aún mayor para el puesto de Sumo Sacerdote.
Antíoco invadió Egipto dos veces, en el 169 a. C. con éxito, pero en la segunda incursión, a finales del 168 a. C.,, los romanos lo obligaron a retirarse. Jasón, al escuchar el rumor de que Antíoco estaba muerto, atacó a Menelao para recuperar el Sumo Sacerdocio. Antíoco expulsó a Jasón de Jerusalén, saqueó el Templo e introdujo medidas para pacificar su frontera egipcia imponiendo la helenización completa: el Libro de la Ley fue prohibido y el 15 de diciembre del 167 a. C. una "abominación desoladora", probablemente un altar griego, fue introducido en el templo. Con la religión judía ahora claramente amenazada, surgió un movimiento de resistencia liderado por el sacerdote Matatías y sus hijos, los Macabeos, que durante los siguientes tres años obtuvo suficientes victorias sobre Antíoco para recuperar el Templo.
La crisis a la que se refiere el autor de Daniel es la profanación del altar en Jerusalén en el año 167 a. C.  La frase "tardes y mañanas" se repite a lo largo de los siguientes capítulos como un recordatorio de los sacrificios perdidos. Pero mientras que los eventos que llevaron al saqueo del Templo en el 167 a. C. y las secuelas inmediatas son notablemente precisos, la guerra predicha entre los sirios y los egipcios (11: 40-43) nunca tuvo lugar, y la profecía de que Antíoco moriría en Judea (11: 44–45) fue inexacta (murió en Persia). La conclusión obvia es que el relato debe haberse completado cerca del final del reinado de Antíoco, pero antes de su muerte, diciembre de 164 a. C., o al menos antes de que la noticia llegara a Jerusalén.

## Objetivos
Mostrar el futuro de Israel, infundir esperanza al pueblo judío en medio de la opresión, pero también señalar que hay un día de juicio (el mismo nombre Daniel "Dios es mi Juez" o "juicio de Dios" sugiere el objetivo del libro), en el cual Dios destruirá a todos aquellos que se le oponen y persiguen a su pueblo; "Estuve mirando hasta que fueron puestas sillas, y un Anciano de grande edad se sentó, cuyo vestido era blanco como la nieve, y el pelo de su cabeza como lana limpia; su silla llama de fuego y sus ruedas fuego ardiente. Un río de fuego procedía y salía delante de él, millares de millares le servían, y millones de millones asistían delante de él. El Juez se sentó y los libros se abrieron" (Daniel 7:9-10). Todas las profecías del libro de Daniel terminan con el establecimiento del Reino de Dios. Ese Reino es encabezado por el Hijo del Hombre (Bar Enach), simbolismo del pueblo de Israel redimido y santificado: "Miraba yo en la visión de noche, y he aquí en las nubes del cielo como un Hijo de Hombre que venía... Y le fue dado señorío, gloria, y reino; y todos los pueblos, naciones y lenguas le sirvieron; su señorío, señorío eterno, que no será transitorio, y su reino que no se corromperá" (Daniel 7:13-14).

### Interpretación cristiana
Según los evangelios, Jesús interpretó esta profecía como referida al Mesías y a su persona, al respecto en el evangelio de Mateo 24:30 se le atribuye esta sentencia: "Y entonces se mostrará la señal del Hijo del Hombre en el cielo; y entonces lamentaran todas las tribus de la tierra, y verán al Hijo del Hombre que vendrá sobre las nubes de los cielos, con gran poder y gloria". En emismo libro (24:15) también se hace referencia a la "abominable desolación" de Daniel 9:27.

## Sentido religioso
Se revela al dios de Israel como el Creador del Universo que conoce el futuro y decide compartirlo con los seres humanos, teniendo como final el establecimiento de su Reino y soberanía en la Historia. También representa una de las primeras manifestaciones de la esperanza en una resurrección y día de juicio: "Y muchos de los que duermen en el polvo de la tierra serán despertados, unos para vida eterna, y otros para vergüenza y confusión perpetua" (Daniel 12:2).